# …Baby One More Time (песня)
«…Baby One More Time» (с англ. — «Ещё разок, детка») — дебютный сингл американской певицы Бритни Спирс с её одноимённого альбома. Автором и продюсером композиции выступил Макс Мартин, вторым продюсером стал Рами Якуб. Песня была выпущена в октябре 1998 года на лейбле Jive Records. После того, как Бритни записала и отправила демозапись с неиспользованной Тони Брекстон песней нескольким лейблам, она подписала контракт с компанией Jive Records. «…Baby One More Time» — песня в стилях тин-поп и данс-поп, повествующая о чувствах девушки после расставания с парнем.
«…Baby One More Time» достигла первой строчки в нескольких странах, включая Великобританию, где она заработала двукратно-платиновый статус и стала лучшей продаваемой песней в 1999 году. Это один из самых продаваемых синглов всех времён, его продажи по всему миру составляют 10 миллионов экземпляров. Режиссёром клипа стал Найджел Дик, в нём Спирс предстала в образе ученицы католической средней школы, которая представляет, что она поёт и танцует, а её предмет обожания наблюдает издалека. Клип позже был отнесён к «If U Seek Amy» (2008), где Спирс является вымышленной дочерью, одетой в такую же школьную форму с розовыми ленточками в косе. В 2010 по итогам голосования клип поставили на третье место «…Baby One More Time» как самое значимое видео за всю историю поп-музыки, согласно опросу, проведённому Jam!. В 2011 за «…Baby One More Time» как за самый лучший клип 1990-х. Она попала на альбомы и сборники лучших хитов.
Спирс исполнила «…Baby One More Time» множество раз вживую и на всех концертных турах. Она была исполнена дважды в ...Baby One More Time Tour (1999) и Dream Within a Dream Tour (2001); Спирс также исполнила ремиксованные версии песни во время Oops!... I Did It Again World Tour (2000), The Onyx Hotel Tour (2004), The M+M's Tour (2007), The Circus Starring Britney Spears (2009), Femme Fatale Tour (2011) и Britney: Piece of Me (2013). «…Baby One More Time» был номинирован Премию «Грэмми» за лучшее женское вокальное поп-исполнение, и вошла в список Blender, Rolling Stone и VH1. Она внесла переосмысление в музыке в конце 1990-х. Спирс назвала «…Baby One More Time» одной из самых любимых в карьере. Она также была заключительной песней в музыкальной программе BBC Top of the Pops в 1990-х.

## История создания и запись
В течение шести месяцев я прослушивала и записывала много материала, но настоящего хита я так и не услышала. Когда я начала сотрудничать с Максом Мартином в Швеции, он сыграл мне демо-версию песни „Baby One More Time“, и я сразу поняла — это та песня, которую хочется слушать снова и снова, она навевает хорошее настроение. Я пошла в студию и немного подредактировала песню, дабы придать ей немного иной оттенок. За десять дней я даже не погуляла по шведской столице. Мы были очень заняты.
В июне 1997 Спирс вела переговоры с менеджером Лу Перлменом о вступлении в состав женской поп-группы Innosense. Мать Бритни, Линн, узнала мнение друга семьи и юриста знаменитостей Ларри Рудольфа и дала ему кассету, где её дочь поёт в караоке песни Уитни Хьюстон, а также несколько фотографий. Рудольф решил показать её студиям звукозаписи, поэтому Бритни нуждалась в профессиональной демозаписи. Он послал Спирс неиспользованную Тони Брэкстон песню. Она репетировала в течение недели и записала свой вокал в студии со звукооператором. С этой демозаписью Спирс отправилась в Нью-Йорк, где встретилась с руководителями четырёх лейблов, и в тот же день возвратилась в Кентвуд. Три лейбла отклонили её, заявив, что люди без ума от таких поп-групп, как Backstreet Boys и Spice Girls, а сольные юные исполнители большим успехом не пользуются, к тому же Бритни «не была второй Мадонной, второй Дебби Гибсон или второй Тиффани», чтобы взять её под свою опеку. Две недели спустя руководители Jive Records перезвонили Рудольфу. Старший вице-президент Джефф Фенстер рассказал о прослушивании Спирс: «Так трудно найти кого-то настолько молодого, кто может сделать эмоциональную и в то же время прибыльную запись. […] Для любого артиста, мотивация — „глаз тигра“ — чрезвычайно важна. И у Бритни это есть». Они назначили для работы с ней продюсера Эрика Фостера Уайта, который в течение месяца помогал начинающей исполнительнице «найти свой голос и подачу». После прослушивания этого материала главный руководитель лейбла, Клайв Калдер, предложил записать полноценный альбом. Спирс отправилась в Швецию, в Стокгольм, где с марта по апрель 1998 года на студии Cheiron Studios с продюсерами Максом Мартином, Деннизом Попом и Рами Якубом была записана половина альбома. Изначально, Спирс представляла себя «Шерил Кроу, но моложе» и хотела делать музыку для более взрослой аудитории, но была довольна конечным выбором продюсеров: «Я лучше чувствую поп-музыку, ведь я могу танцевать под неё, а в этом вся я».
В Стокгольме Мартин показал девушке и её менеджменту трек под названием «Hit Me Baby One More Time», который изначально был написан для американской R&B-группы TLC. Бритни позже рассказывала, что была чрезвычайно взволнована, когда услышала песню впервые, и уже тогда знала, что это будущий хит. «Мы в Jive сказали, „Вау! Это чертовски круто!“», рассказал один из директоров лейбла, Стивен Лант. Однако другие руководители были обеспокоены, что слова «Hit Me» (англ. «Ударь меня») могут породить среди публики отсылки к домашнему насилию, и позже решили переименовать песню в «…Baby One More Time». «Первый день в студии звукозаписи был не очень удачным, я просто была не в себе, так что вечером я пошла и повеселилась с друзьями. На следующий день меня посетило чувство полного расслабления, и всё получилось. Нужно быть расслабленным, когда поёшь „… Baby One More Time“» — рассказала певица. Продюсерами трека выступили Дениз Поп, Мартин и Рами, а смикшировал его Мартин на Cheiron Studios. Томас Линдберг сыграл на гитаре, а Джон Карлберг — на бас-гитаре. Бэк-вокал для песни записали Спирс, Мартин и Нана Хедин. Спирс также записала трек «Autumn Goodbye», написанный и спродюсированный Эриком Фостером Уайтом. Песня была выпущена на обратной стороне сингла «…Baby One More Time». Трек был записан в 1998 году на 4MW East Studios в Нью-Джерси. «…Baby One More Time» была выпущена как дебютный сингл Бритни Спирс 23 октября 1998 года на лейбле Jive Records когда ей всего было 16. Певица назвала «…Baby One More Time» одной из своих самых любимых песен. Также любимыми она назвала песни «Toxic» и «He About to Lose Me».
По словам бывшего менеджера Спирс Саймона Коуэлла, который работал со Спирс во втором сезоне американской версии The X Factor в 2012 году, эту песню также предлагали записать группам TLC, Backstreet Boys, Five. Этот факт был указан в его автобиографии Sweet Revenge.

## Композиция
«…Baby One More Time» — это тин-поп и данс-поп песня, которая длится 3 минуты и 30 секунд. Песня написана в тональности до минор и в тактовом размере 4/4 со средним темпом 93 удара в минуту (Andante moderato). Написание и продюсирование было во многом основано на производстве Cheiron, в особенности песня «Show Me Love» певицы Робин, у которой тот же скелет песни, барабаны, гитары и фортепиано. Вокал Спирс расходится от октавы E♭3 до высокого тона G5. Песня начинается с трёхнотного мотива под басы, сыгранные на пианино, её начало сравнили с «We Will Rock You» (1977), «Start Me Up» (1981), «These Words» (2004) и главной темой фильма Челюсти благодаря тому обстоятельству трека, что «узнаёшь её буквально в первую секунду». Согласно журналу Blender, «…Baby One More Time» создана «wah-wah гитарными линиями и аппаратом ЭКГ-с ударными басами».
Клаудиа Митчелл и Жаклин Рейд-Уолш, авторы Girl Culture: Studying girl culture : a readers' guide (2008) отметили слова песни «действием [Спирс], жаждущей возвращения бывшего парня». Спирс сказала, что «…Baby One More Time» — это песня, «которая относится к каждой девушке. Она сожалеет об этом. Она хочет его назад». Слова, однако, вызвали споры в США, потому что строчка «Hit me baby one more time» предположительно подразумевает садомазохизм. В ответ на это певица сказала: «не имеется в виду физически ударь меня. […] Она означает просто дай мне знак, как бы так. Я думаю, это забавно, что люди могли бы подумать о ней в таком ключе». Писатель современности Бен Шапиро посчитал, что слова песни очень схожи между «Oh baby, baby / The reason I breathe is you / Boy, you got me blinded / Oh pretty baby / There’s nothing that I wouldn’t do» и «When I’m not with you I lose my mind / Give me a sign / Hit me baby one more time».

## Отзывы критиков

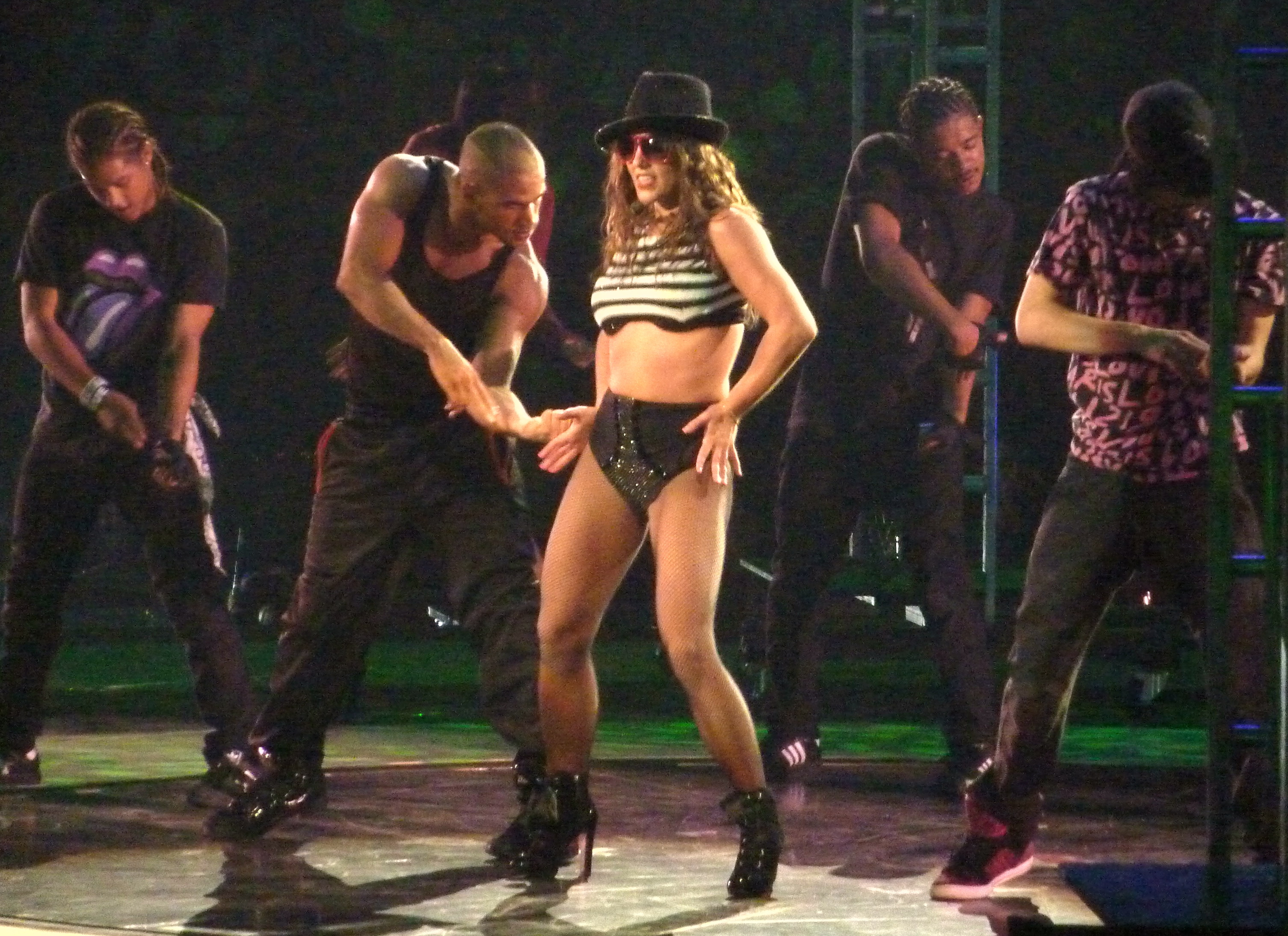
Спирс и несколько танцоров исполняют «…Baby One More Time» во время The Circus Starring Britney Spears, 2009.

Марк Оксоби, написавший The 1990s (2003), отметил, что песня «была высмеяна за бессодержательность, хотя для определённого контингента она подходит, особенно тем кому нравится музыка Spice Girls: молодым людям и подросткам». Аманда Мюррей из Sputnikmusic прокомментировала: «[„…Baby One More Time“ — это] великолепно написана, у неё замечательная аранжировка, и даже несмотря на вокальные ограничения Спирс, она попадает прямо в самую точку поп-музыки». Она также сказала, что песня была значительным моментом в звучании поп-музыки и добавила: «У меня есть кое-какие сомнения, что '…Baby One More Time' будут долго помнить как один из краеугольных камней поп-музыки в целом, но она главный прототип для возрождения попа в конце 90-х». Билл Ламб из About.com посчитал «…Baby One More Time» лучшей песней Спирс, сказав: «в песне полно хуков и много современного поп-звучания. Клип про школьницу вызвал сенсацию, и когда это ещё сингл No. 1, Бритни не могла не стать знаменитой». В списке Сары Андерсон с AOL Radio «…Baby One More Time» была отнесена на шестую строку, как самая лучшая песня. Она отметила, что певица «каким-то образом сделала школьную форму и резинки с помпонами снова трендовыми, от чего её стал носить каждый подросток в лучшие годы».
Бет Джонсон из Entertainment Weekly назвал «…Baby One More Time» «леденцом с привкусом фанка», в то время, как Стивен Томас Эрльюин из Allmusic сказал, что песня была «оригинальной», Брайан Рафтери из Blender назвал её «абсолютно идеальной, чётко задуманной поп-мелодией. [..] На то время тин-поп был ещё мальчишеским атрибутом, в тот момент, когда парни напевали о влюблённости, Спирс уже планировала пижамную вечеринку». Rolling Stone назвал её «лучшим радио попом в последней декаде». NME посчитал, что «…Baby One More Time» «невероятна», прокомментировав: «Это симфония молодёжного вожделения, настолько достоверного, насколько Брайан Уилсон мог когда-нибудь написать — поистине великая поп-песня, не ошеломляющая своими лолитовскими подтекстами за счёт чистой светлой искренности, которую она несёт». «…Baby One More Time» выиграл Teen Choice Award в категории «Сингл Года» и MTV Europe Music Award в категории «Лучшая Песня».

## Появление в чарте

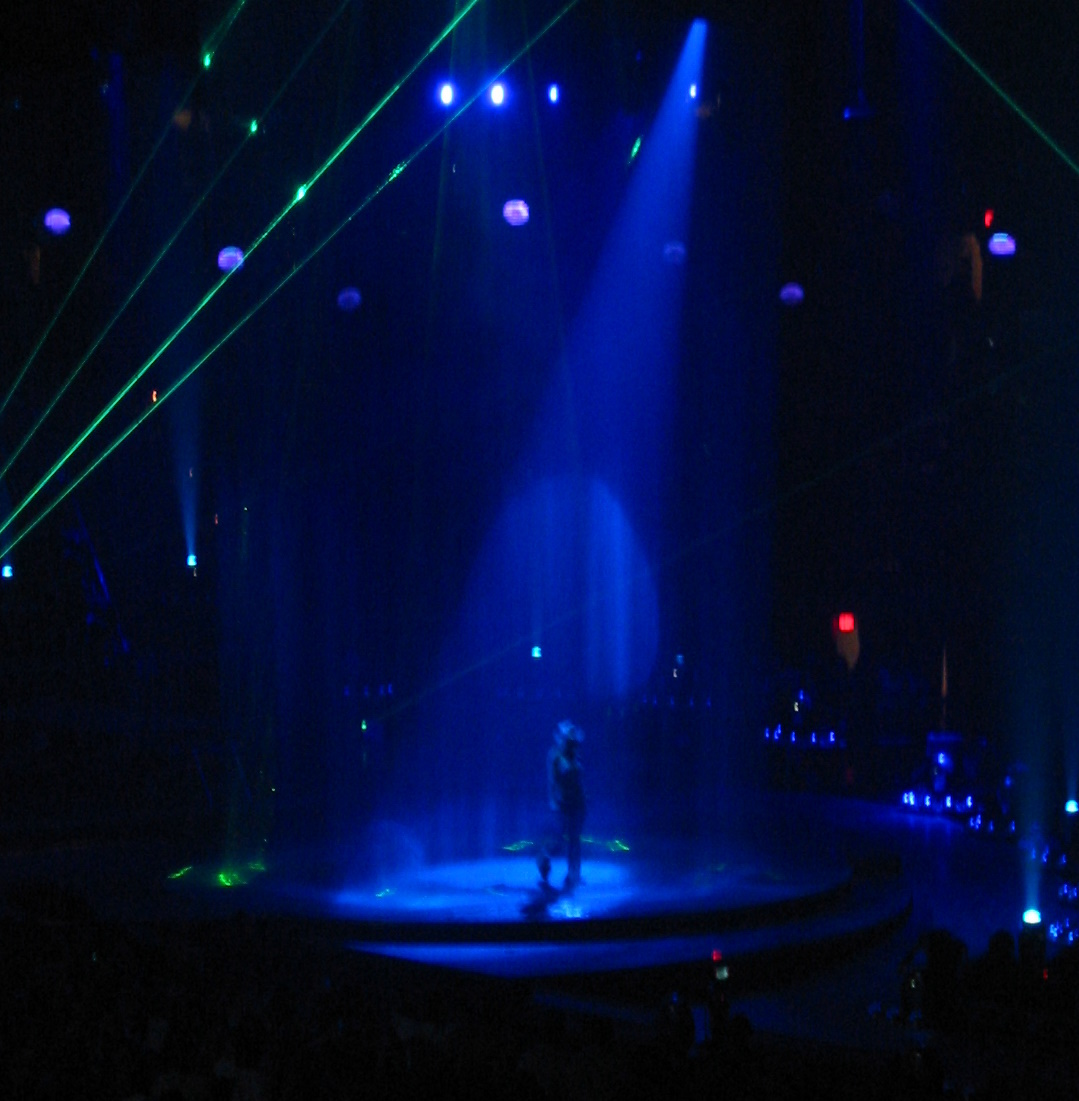
Повторное исполнение «…Baby One More Time» во время Dream Within a Dream Tour, где Спирс стоит под водной завесой, 2001.

Песня была официально послана на американские радиостанции 23 октября 1998. 21 ноября 1998 «…Baby One More Time» дебютировал в Billboard Hot 100 под номером 17 и достиг пика через два с половиной месяца, продержавшись две недели подряд, заместив R&B-певицу Брэнди с «Have You Ever?». Одновременно с этим, она достигла первой строки в Canadian Singles Chart. Песня достигла пика в Hot 100 Singles Sales и оставалась там четыре недели подряд. Это в конечном итоге продвинуло сингл до платиновой сертификации по данным Американской ассоциации звукозаписывающих компаний. Однако, на «…Baby One More Time» повлиял не столько общий счёт продаж, сколько высокая ротация, таким образом став её первым хитом, попавшим в топ-10 в Hot 100 Airplay, достигнув пика на восьмой строке. Сингл также стал мировым хитом в Top 40 radio, достигнув топ-10 в Top 40 Tracks и Rhythmic Top 40, первой строки в течение пяти недель подряд в Mainstream Top 40. Она провела 32 недели в Hot 100, закончив на пятой строке в годовом чарте Billboard. К июню 2012 «…Baby One More Time» был распродан 1,412,000 физическими копиями, с 511,000 цифровыми дистрибуциями в США. Это самый продаваемый физический сингл в стране. «…Baby One More Time» дебютировал на 20 строке в Australian Singles Chart, месяцем позже достигнув первой строки и оставшись там девять недель подряд. Песня в конце концов стала самым продаваемым синглом года, уступив только Лу Беге с «Mambo#5», и сертифицирована трижды платиновой по данным Австралийской ассоциации звукозаписывающих компаний за продажи более 210,000 копий. В Новой Зеландии сингл провёл четыре недели подряд на верхушке чарта с продажами более 15,000 копий по данным Recorded Music NZ, за что его сертифицировали платиновым.
Трек достиг верхушки в каждой европейской стране, в которой он участвовал в чарте. «…Baby One More Time» провёл две недели подряд на первой строке в French Singles Chart и был сертифицирован платиновым по данным Syndicat National de l'Édition Phonographique за продажи более 500,000 копий в стране. К тому же песня продержалась на верхушке в German Singles Chart шесть недель подряд с общими продажами 750 000 копий, в результате получив трижды золотую сертификацию по данным Международной федерации производителей фонограмм В Великобритании согласно JIVE Records, сингл «…Baby One More Time» был продан более, чем 250,000 копиями не более, чем за три дня. Спирс побила рекорд продаж на первой неделе, как самая продаваемая певица на тот момент за счёт того, что «…Baby One More Time» был распродан в общей сложности 460,000 копиями в Великобритании. Сингл был распродан более 1.5 миллионами единиц, став её самым продаваемым синглом года и 32-м самым продаваемым синглом за всю историю в Великобритании. В итоге британская ассоциация производителей фонограмм сертифицировала его дважды платиновым 26 марта 1999.
Вдобавок, «…Baby One More Time» — это пятый самый продаваемый сингл артистки в США сразу после песни Шер «Believe», Уитни Хьюстон «I Will Always Love You», Адель «Someone like You» и Селин Дион «My Heart Will Go On». «…Baby One More Time» — это один самых продаваемых синглов за всю историю, с продажами более 10 миллионов копий по всему миру.

## Клип

### Предпосылка
Клип снимался 6,7 и 8 марта 1998, его режиссёром стал Найджел Дик. После того, как на место режиссёра выбрали Дика, коллеги раскритиковали его за желание работать со Спирс. На что он ответил: "Это грандиозная песня. Я не знаю никого лучше, чем Бритни. Я никогда не смотрел Клуб Микки Мауса. В ней есть великий потенциал и в ней много энтузиазма, и мне просто нравится песня. Песня просто великолепна. Оригинальный монтаж видео был высококонтрастный, каким в итоге он и стал. Изначально планировалось создать его в виде мультика, чтобы больше привлечь детскую аудиторию. Спирс не понравилось это и она настояла на том, чтобы её видео отражало жизнь её фанатов и хотела снять видео в школе. Спирс расхвалила эту идею Дику, и дальше она объяснила, что хотела бы, чтобы в видео были танцевальные сцены. Первоначальная постановка была заменена на концепцию Спирс. Изначально по задумке Дика они должны были быть одеты в джинсы и рубашки, но в итоге Спирс решила поменять гардероб на школьную форму. Дик сказал: «Каждая деталь гардероба в клипе была взята из Kmart, и ни одна вещь из клипа не стоила более $17. Так и было. уже оглядываясь назад, я понимаю, что это было частью её шарма». Узел на рубашке был идеей Спирс, впоследствии она вспоминала: «Одежда выглядела по-глупому, поэтому я такая „давайте завяжем рубашки и станем милее“». Спирс рассказала о том, как они снимали её первый клип: «Это был замечательный опыт. Все эти люди там, работают с тобой. У меня был свой трейлер. Это были незабываемые ощущения». Клип снимался в Венецианской средней школе, в той же школе, в которой проходили съёмки Бриолина. Клип впервые вышел на MTV и других программах в ноябре 1998.

### Синопсис

Спирс носит школьную форму в клипе

Клип начинается с того, что Спирс сидит скучающая в классе в католической старшей школе и дожидается перемены. Её ассистент Фелисия Кулотта сыграла роль учительницы. Когда звенит звонок, Спирс выбегает в коридор и начинает танцевать в школьном костюме с завязанной рубашкой, как и вся девичья часть массовки. После этого Спирс оказывается снаружи теперь уже в розовом спортивном костюме, и в машине. Вместе с парой школьников она показывает ряд гимнастических движений прежде, чем уходит внутрь. Потом она сидит на скамейке в спортзале, наблюдая за баскетбольной игрой, и начинает танцевать там. Оказывается, её любовный интерес сидит рядом с ней, его сыграл её настоящий кузен Чад. После этого короткого отрывка Спирс начинает свой последний танец, к концу видео подходит учительница и слегка пританцовывает, затем звенит звонок и Спирс вместе со всеми школьниками уходит из спортзала, и обнаруживается, что Спирс всё это грезилось. В самом начале у Спирс спущены рукава. Некоторые может и не заметили этого, но когда звенит звонок рукава завёрнуты сразу, как она начинает петь.

### Отзывы
Школьная форма стала одним из знаменитых образов Спирс на изображении Hard Rock Hotel and Casino в долине Лас-Вегас, Невада. Этот имидж привёл к спорам среди ассоциаций родителей за показывание пупка в среде шестнадцатилетних. Спирс приняла критику, сказав: «Я показываю свою живот? Я с юга; это глупо, если ты не носишь спортивный лифчик [когда ты] идёшь в танцевальные классы, ты просто вся вспотеешь». В 1999 «…Baby One More Time» принёс Спирс первые три номинации на MTV Video Music Award, в категории Лучшее Поп Видео, Лучшая Хореография, и Лучшее Женское Видео. В списке, составленном VH1 в 2001 г. он попал на девяностую строку. Клип был первым из её пятнадцати видео, который вышел на серии передач MTV TRL. В его финальном эпизоде вышел трёхчасовой спецвыпуск 16 ноября 2008, где «…Baby One More Time» был первым в их финальном обратном отсчёте среди самых культовых клипов всех времён и был последним, показанным на этом шоу. Уэсли Янг в своём эссе «Inside the Box» в n+1 сравнил клип с «Girlschool» группы Britny Fox, потому что там тоже "класс, полный католических школьниц, которые двигаются в такт ритму вопреки суровому учителю. [..] Но это было сексистское видео от волосатой метал-группы, которая эксплуатирует женщин. А Бритни была чем-то другим—точкой изгиба в культуре. Клип также имеет связь с синглом Спирс 2000 года «Stronger», где Спирс поёт: "Моё одиночество больше не убивает меня, ссылаясь на «…Baby One More Time», где она поёт: «Моё одиночество убивает меня». На клип также ссылается сингл 2009 года «If U Seek Amy». Когда она выходит из дома в роли домохозяйки, её дочь одета в такую же школьную форму с розовыми ленточками в волосах. Клип попал на четвёртую строку в списке «десять самых неоднозначных клипов в поп-культуре» по версии AOL 29 сентября 2011. В апреле 2014 клип на «…Baby One More Time» достиг более 100 миллионов просмотров на VEVO, став для Спирс 5-м клипом, который добился этого и первым видео из 90-х певицы, получившей сертификацию.

## Живые выступления

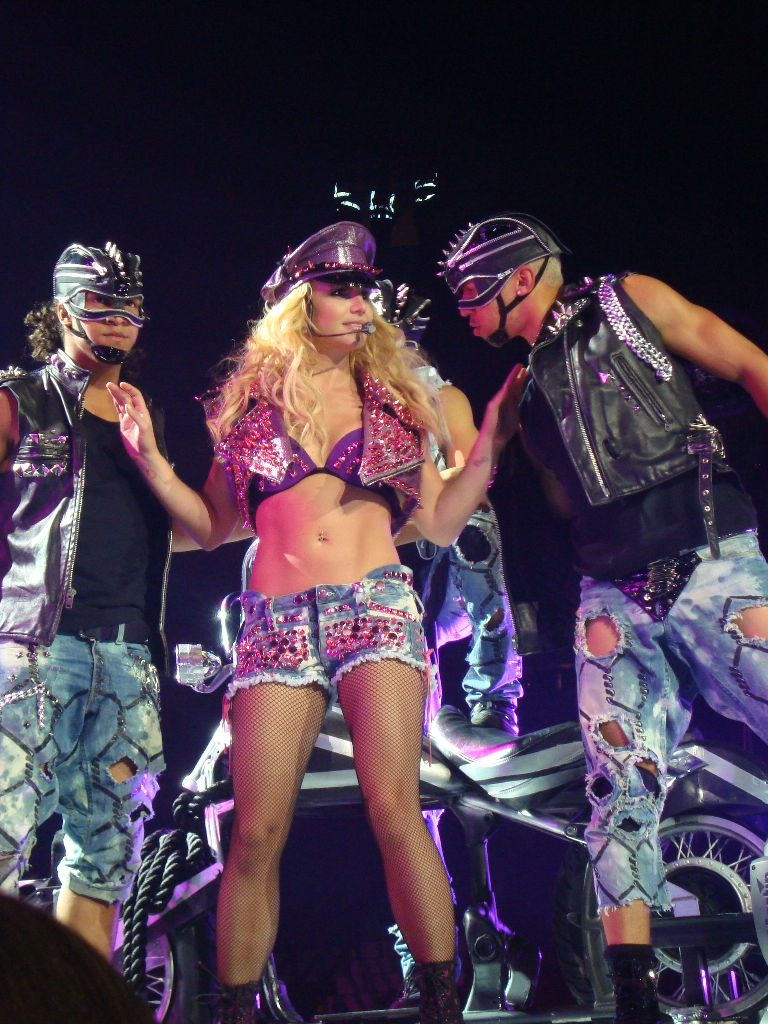
Спирс и несколько её танцоров исполняют «…Baby One More Time» во время Femme Fatale Tour, 2011.

Первое живое выступление песни было на «Singapore Jazz Festival» в Сингапуре, 16 мая 1998. На этом шоу она также исполнила в первый раз песню «Sometimes». Бритни спела «…Baby One More Time» на нескольких мероприятиях. Она исполнила песню 6 июля 1999 во время её появления на фестивале Woodstock 99. Нил Страусс из The New York Times отметил, что «вся фоновая музыка на записи и большинство вокала было записано совместно с мисс Спирс, просто чтобы усилить отдельные слова в припеве и спеть случайные отрывки в куплете». Она была также исполнена на 1999 MTV Video Music Awards; после того, как заканчивается перекличка, Спирс появляется на сцене и начинает исполнять песню. На полпути к ней присоединяется Джастин Тимберлейк и члены NSYNC для танцевальных движений. После всего группа исполняет их хит «Tearin' Up My Heart». Песня также была исполнена на Церемонии MTV Video Music Awards 1999, совместно с «(You Drive Me) Crazy», а также на 1999 Billboard Music Awards, на 1999 Smash Hits Poll Winners Party, рождественском выпуске Top of the Pops и концерте, посвящённому Миллениуму на Гринвиче 31 декабря 1999, она также исполнила её с телеведущими Дэвидом Димблби и Майклом Бьорком на 2000 Today. Спирс исполнила песню в попурри с «From the Bottom of My Broken Heart» на 42-й церемонии «Грэмми». На Спирс было надета водолазка и тюлевая юбка в начале выступления, в то время, как танцоры обложили её веерами. После исполнения укороченной версии она ушла на перерыв, чтобы переодеться в плотно облегающий красный костюм со стразами (с вырезами по бокам), и вышла на сцену, чтобы исполнить «…Baby One More Time.» Спирс также раскритиковали за использование фонограммы во время исполнения песни. Позднее, в 2003, Спирс исполнила песню в ремиксованной форме Britney Spears: In the Zone, на специальном концерте, который вышел на ABC 17 ноября 2003. «…Baby One More Time» был также спет на Стартовой игре Национальной футбольной лиги 2003 года 4 сентября 2003 на Национальной Аллее в попурри с «I'm a Slave 4 U» (2001) при участии пиротехники. Она щеголяла со светлыми волосами до плеч и была одета в чёрные футбольные брюки, чёрно-белый реферский топ и кеды от Reebok. Её наряд позже ушёл с лотка в фонд Бритни Спирс.
«…Baby One More Time» была исполнена на семи концертных турах Спирс со дня её выпуска. Во время ...Baby One More Time Tour на Спирс был надет чёрный лифчик с розовыми подтяжками, розовая клетчатая мини-юбка и чёрные чулки. Во время Oops!... I Did It Again World Tour в 2000 г. «…Baby One More Time» был исполнен после танцевальной интерлюдии, в которой танцоры показывали свои индивидуальные движения в то время, как их имена появлялись на экранах. Спирс вышла на сцену в старомодной школьной форме, чтобы исполнить песню. Она сорвала её посредине песни, чтобы показать, что у неё форма чирлидера. Песня также была исполнена на Dream Within a Dream Tour в 2001. Началось с того, что на водяном экране появилась огромная голографическая проекция Спирс. Проекция постепенно сокращается, а в это время Спирс поднимается на сцену в пластиковой ковбойской шляпе, голубых брюках с заниженной талией и таком же лифе. Она начинает исполнять «…Baby One More Time» в балладной версии, пока не достигает конца подиума. Сцену окружает пиротехника, а в это время песня переходит на более быструю версию с элементами техно.
На The Onyx Hotel Tour после исполнения «Showdown» видео начинается с того, что Спирс и её друзья выходят из клуба. На выходе она замечает женщину, одетую по моде 1930-х. Женщина следует за ней и спрашивает Спирс как пройти в «Мистический Зал». Спирс снова появляется в корсете, чтобы спеть «…Baby One More Time» вместе с «Oops!…I Did It Again» и «(You Drive Me) Crazy». Все три песни были переработаны для шоу с элементами джаза и блюза. «…Baby One More Time» была также спета во время промотура, проведённого в нескольких заведениях House of Blues под названием The M+M's Tour. Шоу начинается с того, что Спирс поёт короткую версию песни, одетая в белые сапоги для танцев, белую мини-юбку и сверкающий розовый бикини-топ. На The Circus Starring Britney Spears песня была сделана как электроцирковой номер. Это была последняя песня в номере, исполненная после «Toxic». На выступлении Спирс и её танцоры исполняли ремикс песни. На Femme Fatale Tour в 2011 г. «…Baby One More Time» была исполнена в попурри с «S&M» (2010) Рианны. Во время шоу Спирс Britney: Piece of Me в Лас-Вегасе песня была включена в сет-лист.

## Кавер-версия, семплы и использование в медиа

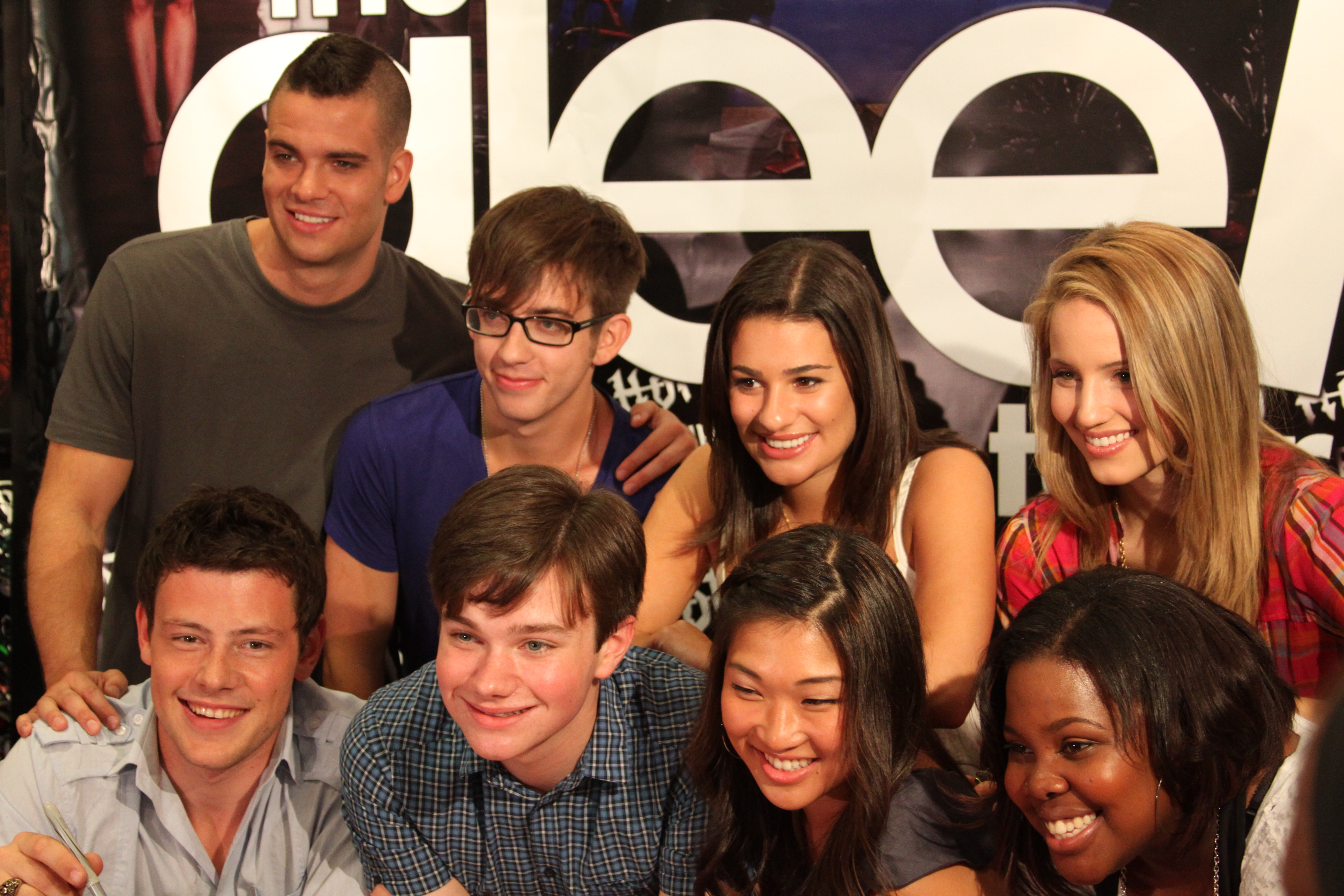
Лиа Мишель в составе Хор исполняет кавер-версию песни в серии «Britney/Brittany». В этом эпизоде появляется сама Спирс.

«…Baby One More Time» была перепета множество раз. Самые ранние живые исполнения песни были у шотландской группы Travis, которые были записаны во время одного из их концерта в «The Bay Tavern» в Бухте Робин Гуда, Норт-Йоркшир, Англия. Песня была позже включена в их релиз сингла 1999 г. «Turn». Лидер группы Френсис Хили сказал: «Мы сделали ради прикола в самом начале. [..] А когда сыграли её, ирония сошла с моего лица. Это очень качественно сделанная песня. У неё [есть] что-то магическое». The Guardian сказал, что этак кавер-версия показала что-то иное, даже так сказать «тёмную» сторону группы, прокомментировав: «замедлив до завывания, было настолько поразительно, как мрачно звучит это двустишие „This loneliness is killing me / Hit me, baby, one more time“». PopWreckoning.com назвал её «возможно, самая лучшей кавер-версией, которая стала катализатором Бритни к вечной славе». Спирс услышала их версию на шоппинге в молле и сказала: «Это было так странно. Мне она понравилась, она показалась мне классной. Это были какие-то иные вибрации, отличающиеся от того, что я сделала».
В июле 2005 The Dresden Dolls исполнили кавер во время их летних концертов на разогреве для Panic! at the Disco. 18 июля 2006 фронтмен Брендон Ури присоединился к группе, чтобы исполнить песню в Питтсбурге, Пенсильвания. PopWreckoning.com написал, что кавер был «странным поворотом для этого шлягера. Очевидно, угрюмей и в действительности более измученный, каким и должно быть отчаяние у школьницы Спирс». 29 ноября 2008 в тот же день Спирс исполнила «Womanizer» на The X Factor, где конкурсанты JLS исполнили кавер-версию песни, которая оказалась «неубедительной» по мнению судьи Саймона Коуэлла. Песня также участвовала в дебютной режиссёрской сцене Мадонны, в комедии Грязь и мудрость.
13 июля 2009 Тори Амос исполнила песню вживую во время её тура «Sinful Attraction Tour» в концертном зале «Paramount Theater» в Окленде. 15 октября 2009 Крис Аллен перепел песню в первый раз на концерте в Seton High School в Цинциннати, Огайо. Его исполнение получило положительные отзывы. Отрывок из песни был использован компанией 20th Century Fox в CGI-анимационной кинокомедии Роботы, но он не вошёл в альбом саундтреков. Шведская юмористическая хэви-метал группа Black Ingvars перепела песню для их альбома 2000 года Kids Superhits. В том же году британская дэт-метал группа Ten Masked Men включила своё исполнение песни в их альбом Return of the Ten Masked Men. Кавер Ахмета и Двизила Заппы стал саундтреком к фильму 2000 года К бою готовы. В 2003 песня была перепета американской поп-панк группой Bowling for Soup для саундтрека к ремейку фильма Чумовая пятница. По их мнению эта версия была «реально, реально мрачной и реально „тяжёлая“, [..] а не попсовой, как это обычно бывает». В 2005 пауэр-поп группа Fountains of Wayne перепела песню для их сборника Out-of-State Plates. Роберт Кристгоу из The Village Voice отметил их исполнение, сказав: «песня настолько же опьяняющая и притягательная, как и все хиты [Fountains of Wayne]». Японская поп-певица Шьори Такей перепела песню для её альбома 2005 годаThe Note of My Nineteen Years.
В 2006 кавер в стиле лаунж был спет Тромбо Комбо и включён на их альбом Trombo Combo: Swedish Sound Deluxe. Хай-энерджи-евродэнс кавер от Джейн Монгомери был выпущен на Almighty Records. В 2009 кавер песни металкор группы August Burns Red был включён в сборник Punk Goes Pop 2 вместе с кавером на «Toxic» от A Static Lullaby. Музыкальный дуэт Doll Factory включил кавер песни в качестве бонусного трека на более поздних выпусках альбома Weightless.
Певец и автор песен Кристофер Доллмен выпустил EP под названием Sad Britney, в который вошёл кавер песни вместе с «Toxic», «Gimme More» и «Radar». Песня также была перепета Brainshake, Intwine, Kevorkian, P.T. Grimm and the Dead Puppies, Дженни Оуэн Янгс, Нилом Сагалом и Энни Бетанкорт среди прочих В эпизоде 2010 года Хор «Britney/Brittany» персонаж Рэйчел Берри, которую сыграла Лиа Мишель, перепела песню, используя ту же одежду, что и в клипе. Спирс также появилась в эпизодах, сыграв роль учительницы, которую прежде играл Куллота. Даррен Крисс также из Хора исполнил попурри «…Baby One More Time» с «К Элизе» на Sing Out, Raise Hope для The Trevor Project и the Elizabeth Glaser Pediatric AIDS Foundation в декабре 2011. В 2012 британский певец Эд Ширан исполнил акустическую версию песни на NOW 100.5 FM. Годом спустя он перепел её во время The Elvis Duran Z100 Morning Show и добавил куплет с рэпом. Песня была спета актрисами Селеной Гомес, Ванессой Хадженс, Эшли Бенсон и Рейчел Корни в фильме Хармони Корин Отвязные каникулы. Шведская певица Тов Стирке выпустила кавер песни 24 июля 2015. Песня также была перепета и использована в поющей игрушке Frogz в 2005.

## Влияние

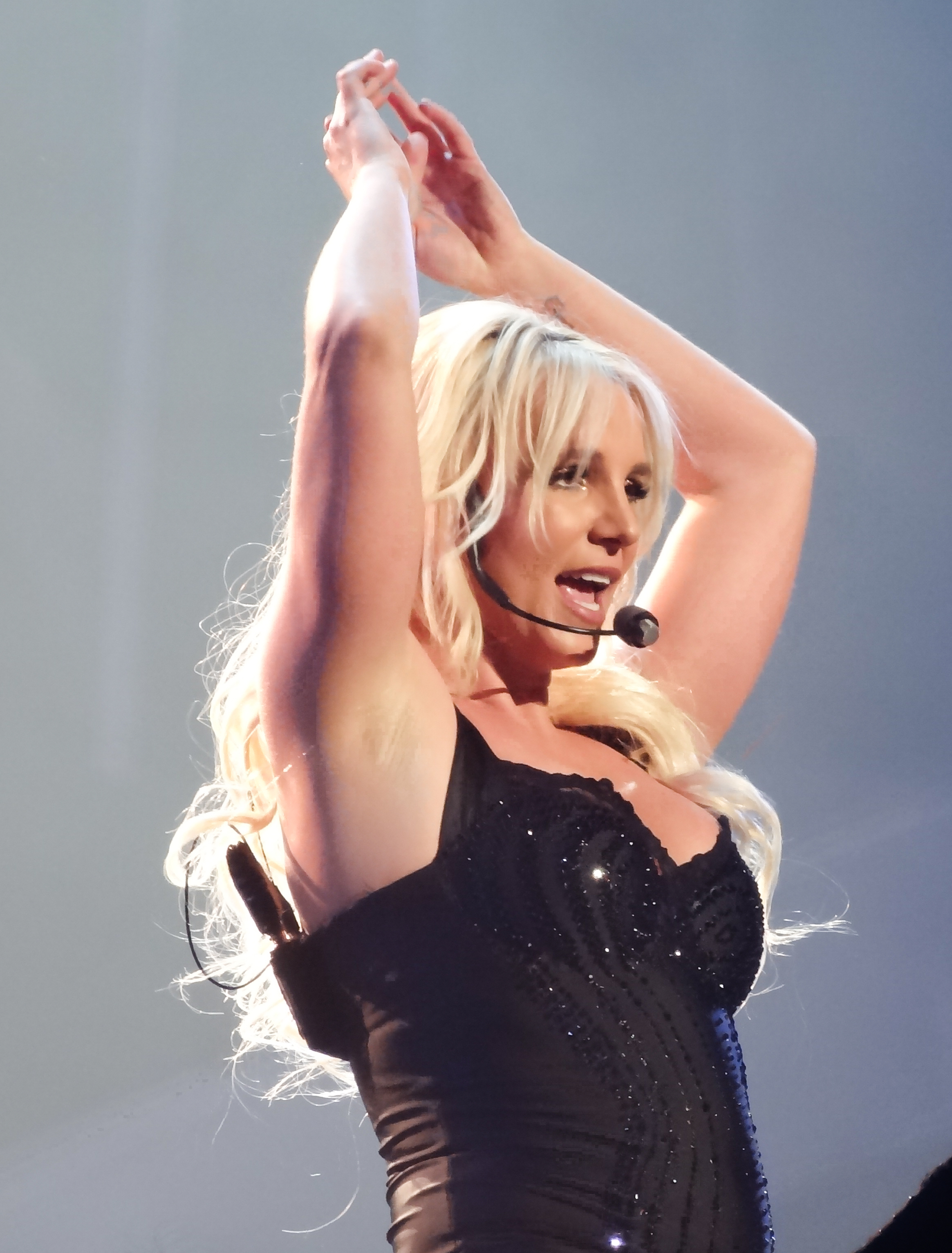
Бритни исполняет трек во время шоу в Лас-Вегасе, Britney: Piece of Me.

«…Baby One More Time» попал в список самых лучших поп-песен с 1963 г. двадцать пятой строкой по версии Rolling Stone и MTV в 2000. Blender поместил её на вторую строку в списке 500 Самых Великих С Тех Пор, как Вы Родились. Песня также попала на вторую позицию в списке Лучших Песен 1990-х по версии VH1 и список, составленный в 2003 под номером один в списке 100 Лучших Песен за Последние 25 Лет. Билл Ламб из About.com поместил «…Baby One More Time» на первую строку в список Топ- 40 Поп-Песен на все времена. По голосованию клип попал на третью позицию, как самое влиятельное промо в истории поп-музыки по опросу, проведённому Jam!. «…Baby One More Time» поместили под первым номером в список самых продаваемых синглов за все времена с продажами 9 миллионов копий, и она также принесла Спирс первую номинацию на Премию"Грэмми" за лучшее женское вокальное поп-исполнение. В апреле 2005 британский ТВ-канал ITV выпустил серию коротких передач Ударь меня, детка, ещё раз, которую вёл Вернон Кей. В шоу противостояли артисты одного хита против друг друга, у которых был свой момент славы в 1980-х, чтобы сыграть свои хиты и популярные кавер-версии песни на тот момент. Любимчиков выбирали голосованием аудитории. Американская версия шоу вышла также на NBC годом спустя, её тоже вёл Кей. В 2012 на голосовании, проведённом The Official Chart Company и ITV для выявления Любимого Национального Сингла Номер 1 во все времена, «…Baby One More Time» был помещён на седьмую строку, как самая любимая песня Великобритании.
Спирс стала национальной иконой поп-культуры сразу после начала своей карьеры. Журнал Rolling Stone написал: "Одна из самых противоречивых и успешных вокалисток 21-го века, «она» возглавила восхождение тин-попа в пост-миллениуме … ранняя Спирс была смесью невинности и опытом, как сорвать банк. Барбара Эллен из The Observer написала: «Спирс безусловно известна среди „старенького“ тинейджерского попа, который когда-либо создавался, учитывая её средний возраст, иметь столько участия и решимости. Многие 19-летние даже не начали работать в этом возрасте, в то время, как Бритни, бывший Мышькетер, была уже настолько неординарным и живым американским феноменом — ребёнком с карьерой на всю жизнь. Пока другие маленькие девочки вешали постеры на стену, Бритни хотела быть этим постером на стене. В то время как другие дети развиваются в своём собственном темпе, Бритни развивалась темпами, установленными жёсткой конкуренцией американской развлекательной индустрии».
Скотт Плагенхэф из Pitchfork отметил: «такие песни, как у Нирваны „Smells Like Teen Spirit“, Dr. Dre „Nothing But a G Thang“ и Бритни Спирс „…Baby One More Time“ изменили ландшафт поп-культуры так быстро в большей степени потому, что они звучали одновременно во всех уголках Америки на MTV. […] Способность MTV найти общий язык с песней и музыкантом было беспрецедентно в то время, и к концу декады это означало, что было абсурдно вкладываться и финансово, и творчески в клипы». Писатель из PopMatters Эван Соуди прокомментировал, что концепт Спирс в клипе на песню был больше всех ответственен за немедленный успех, сказав, что в результате певица «заслужила грандиозный сингл No. 1, непреднамеренно начав тин-поп бум 90-х, и таким образом сделала из себя публичную персону, которая одновременно подходила детям и была настоящей мужской фантазией. Её видео проигрывалось на MTV и Disney Channel в одно и то же время, чтобы показать, что Спирс хорошо (и её армия пиарщиков) может удержаться на тонкой грани между семейным поп-идолом и беззастенчивым секс-объектом».

## Список композиций
| - French CD single / US and UK cassette single 1. «…Baby One More Time» — 3:30 2. «Autumn Goodbye» — 3:41 - Australian CD maxi single 1. «…Baby One More Time» (Radio Version) — 3:30 2. «…Baby One More Time» (Instrumental) — 3:30 3. «Autumn Goodbye» — 3:41 4. «…Baby One More Time» (Davidson Ospina Club Mix) — 5:40 5. «…Baby One More Time» (Video) - European CD maxi single 1. «…Baby One More Time» (Radio Version) — 3:30 2. «…Baby One More Time» (Instrumental) — 3:30 3. «Autumn Goodbye» — 3:41 4. «…Baby One More Time» (Davidson Ospina Club Mix) — 5:40 5. «Britney’s Spoken Introduction» (Video) — 0:14 6. «No Doubt (Snippet)» (Video) — 1:15 - Brazilian and Malaysian CD maxi single 1. «…Baby One More Time» (Radio Version) — 3:30 2. «…Baby One More Time» (Instrumental) — 3:30 3. «Autumn Goodbye» — 3:41 4. «…Baby One More Time» (Davidson Ospina Club Mix) — 5:40 | - US CD maxi single 1. «…Baby One More Time» (Radio Version) — 3:30 2. «Autumn Goodbye» — 3:41 3. «No Doubt (Preview)» 4. «…Baby One More Time (Choreography Rehearsal)» (Video) 5. «No Doubt» (Video) - UK CD maxi single 1 / Israel CD maxi single 1. «…Baby One More Time» (Original Version) — 3:30 2. «…Baby One More Time» (Sharp Platinum Vocal Remix) — 8:11 3. «…Baby One More Time» (Davidson Ospina Club Mix) — 5:40 - UK CD maxi single 2 1. «…Baby One More Time» (Radio Version) — 3:30 2. «…Baby One More Time» (Instrumental) — 3:30 3. «Autumn Goodbye» — 3:41 - Australian cassette single 1. «…Baby One More Time» (Original Version) — 3:30 2. «…Baby One More Time» (Davidson Ospina Club Mix) — 5:40 - 12" vinyl 1. «…Baby One More Time» (Davidson Ospina Club Mix) — 5:40 2. «…Baby One More Time» (Davidson Ospina Chronicles Dub) — 6:30 3. «…Baby One More Time» (LP Version) — 3:30 4. «…Baby One More Time» (Sharp Platinum Vocal Remix) — 8:11 5. «…Baby One More Time» (Sharp Trade Dub) — 6:50 - Digital download — Digital 45 1. «…Baby One More Time» — 3:31 2. «Autumn Goodbye» — 3:41 |

## Чарты
| Чарт (1998—1999)                            | Высшая позиция |
| ------------------------------------------- | -------------- |
| Австралия (ARIA)                            | 1              |
| Австрия (Ö3 Austria Top 40)                 | 1              |
| Бельгия/Фландрия (Ultratop 50)              | 1              |
| Бельгия/Валлония (Ultratop 50)              | 1              |
| Канада (RPM Top Singles)                    | 1              |
| Канада (RPM Adult Contemporary)             | 4              |
| Канада (RPM Dance/Urban)                    | 2              |
| Дания (Tracklisten)                         | 1              |
| Европейский союз (European Hot 100 Singles) | 1              |
| Европейский союз (European Radio Top 50)    | 1              |
| Финляндия (Suomen virallinen lista)         | 1              |
| Франция (SNEP)                              | 1              |
| Германия (GfK)                              | 1              |
| Греция (IFPI)                               | 1              |
| Венгрия (Mahasz)                            | 4              |
| Исландия (Íslenski Listinn Topp 40)         | 11             |
| Ирландия (IRMA)                             | 1              |
| Италия (Musica e dischi)                    | 1              |
| Италия (AirPlay)                            | 1              |
| Нидерланды (Dutch Top 40)                   | 1              |
| Нидерланды (Single Top 100)                 | 1              |
| Новая Зеландия (Recorded Music NZ)          | 1              |
| Норвегия (VG-lista)                         | 1              |
| Шотландия (OCC Scotland)                    | 1              |
| Швеция (Sverigetopplistan)                  | 1              |
| Швейцария (Schweizer Hitparade)             | 1              |
| Великобритания (OCC UK Singles)             | 1              |
| Великобритания (OCC UK Indie)               | 1              |
| США (Billboard Hot 100)                     | 1              |
| США (Billboard Adult Pop Airplay)           | 25             |
| США (Billboard Pop Airplay)                 | 1              |
| США (Billboard Rhythmic)                    | 10             |

| Чарт (1999)                         | Позиция |
| ----------------------------------- | ------- |
| Австралия (ARIA)                    | 2       |
| Австрия (Ö3 Austria Top 40)         | 3       |
| Бельгия/Фландрия (Ultratop)         | 1       |
| Бельгия/Валлония (Ultratop)         | 1       |
| Канада (RPM Top Singles)            | 19      |
| Европейский союз (European Hot 100) | 3       |
| Франция (SNEP)                      | 5       |
| Германия (Offizielle Top 100)       | 3       |
| Нидерланды (Dutch Top 40)           | 3       |
| Новая Зеландия (Recorded Music NZ)  | 12      |
| Швеция (Sverigetopplistan)          | 8       |
| Швейцария (Schweizer Hitparade)     | 3       |
| Великобритания (UK Singles Chart)   | 1       |
| США (Billboard Hot 100)             | 5       |

| Чарт (1990-99)                    | Позиция |
| --------------------------------- | ------- |
| Австралия (ARIA)                  | 132     |
| Нидерланды (Dutch Top 40)         | 13      |
| Великобритания (UK Singles Chart) | 8       |
| США (Billboard Hot 100)           | 78      |

## Сертификации
| Регион | Сертификация  | Продажи    |
| --- | ------------- | ---------- |
| Австралия (ARIA) | 3× Платиновый | 210 000^   |
| Австрия (IFPI Austria) | Платиновый    | 50 000*    |
| Бельгия (BEA) | 3× Платиновый | 150 000*   |
| Дания (IFPI Danmark) | Золотой       | 45 000     |
| Франция (SNEP) | Платиновый    | 500 000*   |
| Германия (BVMI) | 3× Золотой    | 750 000^   |
| Италия (FIMI) | Золотой       | 25 000     |
| Нидерланды (NVPI) | Платиновый    | 75 000^    |
| Новая Зеландия (RMNZ) | Платиновый    | 10 000*    |
| Норвегия (IFPI Norway) | 2× Платиновый |            |
| Португалия (AFP) | Золотой       | 20 000     |
| Швеция (GLF) | Платиновый    | 30 000^    |
| Швейцария (IFPI Switzerland) | Платиновый    | 50 000^    |
| Великобритания (BPI) | 3× Платиновый | 2,000,000  |
| США (RIAA) | Платиновый    | 1,923,000  |
| Итого |               |            |
| Мир | —             | 10,000,000 |
| * Данные о продажах приведены только на основе сертификации. · ^ Данные о тиражах приведены только на основе сертификации. · Данные о продажах + прослушиваниях приведены только на основе сертификации. |               |            |

## История релиза
| Страна    | Дата           | Формат   | Лейбл | Прим.   |
| --------- | -------------- | -------- | ----- | ------- |
| Австрия   | 8 февраля 1999 | CD-сингл | Jive  | [ 189 ] |
| Германия  | 8 февраля 1999 | CD-сингл | Jive  | [ 189 ] |
| Швейцария | 8 февраля 1999 | CD-сингл | Jive  | [ 189 ] |